# Mount Gorman, Alberta
Mount Gorman är ett berg i Kanada.   Det ligger i provinsen Alberta, i den centrala delen av landet, 3 300 km väster om huvudstaden Ottawa. Toppen på Mount Gorman är 2 380 meter över havet, eller 464 meter över den omgivande terrängen. Bredden vid basen är 6,9 km.
Terrängen runt Mount Gorman är huvudsakligen kuperad. Trakten runt Mount Gorman är nära nog obefolkad, med mindre än två invånare per kvadratkilometer.. Det finns inga samhällen i närheten.
Trakten runt Mount Gorman består i huvudsak av gräsmarker.